# Hamburg (Minnesota)
Hamburg è un comune degli Stati Uniti d'America, situato nello Stato del Minnesota, nella Contea di Carver.